# Romaine Sawyers
Romaine Theodore Sawyers (Birmingham, 2 novembre 1991) è un calciatore nevisiano con cittadinanza britannica, centrocampista del Bristol Rovers e della nazionale nevisiana.

## Carriera

### Club
Cresciuto nel West Bromwich Albion, nel 2009 viene promosso in prima squadra. Nel gennaio 2011 viene ceduto in prestito al Port Vale. Non riuscendo a trovare spazio, il 27 gennaio 2012 viene prestato allo Shrewsbury Town. Anche la stagione successiva viene ceduto in prestito. Il 28 marzo 2013, infatti, viene ufficializzata la sua cessione a titolo temporaneo al Walsall. Il 19 luglio 2013 il Walsall lo acquista a titolo definitivo. Nell'estate 2016 passa al Brentford.

### Nazionale
Nel 2011 ha giocato con la nazionale Under-23, collezionando 3 presenze e 4 reti. Debutta in nazionale maggiore il 10 ottobre 2012, in Saint Kitts e Nevis-Anguilla, in cui mette a segno una rete.

## Statistiche

### Cronologia presenze e reti in nazionale
Aggiornato al 23 maggio 2023

| Cronologia completa delle presenze e delle reti in nazionale ― Saint Kitts e Nevis | Cronologia completa delle presenze e delle reti in nazionale ― Saint Kitts e Nevis | Cronologia completa delle presenze e delle reti in nazionale ― Saint Kitts e Nevis | Cronologia completa delle presenze e delle reti in nazionale ― Saint Kitts e Nevis | Cronologia completa delle presenze e delle reti in nazionale ― Saint Kitts e Nevis | Cronologia completa delle presenze e delle reti in nazionale ― Saint Kitts e Nevis | Cronologia completa delle presenze e delle reti in nazionale ― Saint Kitts e Nevis | Cronologia completa delle presenze e delle reti in nazionale ― Saint Kitts e Nevis |
| Data                                                                               | Città                                                                              | In casa                                                                            | Risultato                                                                          | Ospiti                                                                             | Competizione                                                                       | Reti                                                                               | Note                                                                               |
| ---------------------------------------------------------------------------------- | ---------------------------------------------------------------------------------- | ---------------------------------------------------------------------------------- | ---------------------------------------------------------------------------------- | ---------------------------------------------------------------------------------- | ---------------------------------------------------------------------------------- | ---------------------------------------------------------------------------------- | ---------------------------------------------------------------------------------- |
| 10-10-2012                                                                         | Basseterre                                                                         | Saint Kitts e Nevis                                                                | 2 – 0                                                                              | Anguilla                                                                           | Q. Coppa dei Caraibi 2012                                                          | 1                                                                                  |                                                                                    |
| 12-10-2012                                                                         | Basseterre                                                                         | Saint Kitts e Nevis                                                                | 0 – 1                                                                              | Trinidad e Tobago                                                                  | Q. Coppa dei Caraibi 2012                                                          | -                                                                                  |                                                                                    |
| 14-10-2012                                                                         | Basseterre                                                                         | Saint Kitts e Nevis                                                                | 0 – 3                                                                              | Guyana francese                                                                    | Q. Coppa dei Caraibi 2012                                                          | -                                                                                  |                                                                                    |
| 4-9-2014                                                                           | Basseterre                                                                         | Saint Kitts e Nevis                                                                | 0 – 0                                                                              | Saint Lucia                                                                        | Q. Coppa dei Caraibi 2014                                                          | -                                                                                  |                                                                                    |
| 6-9-2014                                                                           | Basseterre                                                                         | Saint Kitts e Nevis                                                                | 5 – 0                                                                              | Dominica                                                                           | Q. Coppa dei Caraibi 2014                                                          | 1                                                                                  |                                                                                    |
| 8-9-2014                                                                           | Basseterre                                                                         | Saint Kitts e Nevis                                                                | 2 – 0                                                                              | Guyana                                                                             | Q. Coppa dei Caraibi 2014                                                          | -                                                                                  |                                                                                    |
| 8-10-2014                                                                          | Port-au-Prince                                                                     | Saint Kitts e Nevis                                                                | 2 – 3                                                                              | Barbados                                                                           | Q. Coppa dei Caraibi 2014                                                          | -                                                                                  |                                                                                    |
| 10-10-2014                                                                         | Port-au-Prince                                                                     | Guyana francese                                                                    | 1 – 2                                                                              | Saint Kitts e Nevis                                                                | Q. Coppa dei Caraibi 2014                                                          | -                                                                                  |                                                                                    |
| 13-10-2014                                                                         | Port-au-Prince                                                                     | Haiti                                                                              | 0 – 0                                                                              | Saint Kitts e Nevis                                                                | Q. Coppa dei Caraibi 2014                                                          | -                                                                                  |                                                                                    |
| 27-3-2015                                                                          | Providenciales                                                                     | Turks e Caicos                                                                     | 2 – 6                                                                              | Saint Kitts e Nevis                                                                | Qual. Mondiali 2018                                                                | -                                                                                  |                                                                                    |
| 12-6-2015                                                                          | Basseterre                                                                         | Saint Kitts e Nevis                                                                | 2 – 2                                                                              | El Salvador                                                                        | Qual. Mondiali 2018                                                                | 1                                                                                  | 59’                                                                                |
| 17-6-2015                                                                          | San Salvador                                                                       | El Salvador                                                                        | 4 – 1                                                                              | Saint Kitts e Nevis                                                                | Qual. Mondiali 2018                                                                | -                                                                                  |                                                                                    |
| 12-11-2015                                                                         | Andorra la Vella                                                                   | Andorra                                                                            | 0 – 1                                                                              | Saint Kitts e Nevis                                                                | Amichevole                                                                         | -                                                                                  | 87’                                                                                |
| 17-11-2015                                                                         | Tallinn                                                                            | Estonia                                                                            | 3 – 0                                                                              | Saint Kitts e Nevis                                                                | Amichevole                                                                         | -                                                                                  |                                                                                    |
| 27-3-2016                                                                          | Oranjestad                                                                         | Aruba                                                                              | 0 – 2                                                                              | Saint Kitts e Nevis                                                                | Q. Coppa dei Caraibi 2017                                                          | 1                                                                                  |                                                                                    |
| 30-3-2016                                                                          | Basseterre                                                                         | Saint Kitts e Nevis                                                                | 1 – 0                                                                              | Antigua e Barbuda                                                                  | Q. Coppa dei Caraibi 2017                                                          | -                                                                                  |                                                                                    |
| 1-6-2016                                                                           | Basseterre                                                                         | Saint Kitts e Nevis                                                                | 1 – 0                                                                              | Suriname                                                                           | Q. Coppa dei Caraibi 2017                                                          | -                                                                                  |                                                                                    |
| 7-6-2016                                                                           | Kingstown                                                                          | Saint Vincent e Grenadine                                                          | 0 – 1                                                                              | Saint Kitts e Nevis                                                                | Q. Coppa dei Caraibi 2017                                                          | -                                                                                  |                                                                                    |
| 9-10-2016                                                                          | Remire-Montjoly                                                                    | Guyana francese                                                                    | 1 – 0                                                                              | Saint Kitts e Nevis                                                                | Q. Coppa dei Caraibi 2017                                                          | -                                                                                  |                                                                                    |
| 4-6-2017                                                                           | Erevan                                                                             | Armenia                                                                            | 5 – 0                                                                              | Saint Kitts e Nevis                                                                | Amichevole                                                                         | -                                                                                  | 55’                                                                                |
| 7-6-2017                                                                           | Tbilisi                                                                            | Georgia                                                                            | 3 – 0                                                                              | Saint Kitts e Nevis                                                                | Amichevole                                                                         | -                                                                                  | 56’                                                                                |
| 25-3-2018                                                                          | santiago de los Caballeros                                                         | Rep. Dominicana                                                                    | 2 – 1                                                                              | Saint Kitts e Nevis                                                                | Amichevole                                                                         | -                                                                                  | 84’                                                                                |
| 10-9-2018                                                                          | Basseterre                                                                         | Saint Kitts e Nevis                                                                | 1 – 0                                                                              | Porto Rico                                                                         | CONCACAF Nations League 2019-2020 - Qualificazioni                                 | -                                                                                  | Cap.                                                                               |
| 14-10-2018                                                                         | Anguilla                                                                           | Saint Kitts e Nevis                                                                | 10 – 0                                                                             | Saint-Martin                                                                       | CONCACAF Nations League 2019-2020 - Qualificazioni                                 | -                                                                                  | 70’                                                                                |
| 19-11-2018                                                                         | Basseterre                                                                         | Saint Kitts e Nevis                                                                | 0 – 1                                                                              | Canada                                                                             | CONCACAF Nations League 2019-2020 - Qualificazioni                                 | -                                                                                  |                                                                                    |
| 23-3-2019                                                                          | Paramaribo                                                                         | Suriname                                                                           | 2 – 0                                                                              | Saint Kitts e Nevis                                                                | CONCACAF Nations League 2019-2020 - Qualificazioni                                 | -                                                                                  | Cap.                                                                               |
| 4-6-2021                                                                           | Basseterre                                                                         | Saint Kitts e Nevis                                                                | 3 – 0                                                                              | Guyana                                                                             | Qual. Mondiali 2022                                                                | 1                                                                                  | 86’                                                                                |
| 8-6-2021                                                                           | Santo Domingo                                                                      | Trinidad e Tobago                                                                  | 2 – 0                                                                              | Saint Kitts e Nevis                                                                | Qual. Mondiali 2022                                                                | -                                                                                  |                                                                                    |
| 12-6-2021                                                                          | Basseterre                                                                         | Saint Kitts e Nevis                                                                | 0 – 4                                                                              | El Salvador                                                                        | Qual. Mondiali 2022                                                                | -                                                                                  |                                                                                    |
| 16-6-2021                                                                          | San Salvador                                                                       | El Salvador                                                                        | 2 – 0                                                                              | Saint Kitts e Nevis                                                                | Qual. Mondiali 2022                                                                | -                                                                                  | Cap. 79’                                                                           |
| 13-6-2022                                                                          | Basseterre                                                                         | Saint Kitts e Nevis                                                                | 1 – 1                                                                              | Saint-Martin                                                                       | CONCACAF Nations League 2022-2023 - 1º turno                                       | -                                                                                  |                                                                                    |
| 23-3-2023                                                                          | The Valley                                                                         | Saint-Martin                                                                       | 1 – 3                                                                              | Saint Kitts e Nevis                                                                | CONCACAF Nations League 2022-2023 - 1º turno                                       | 1                                                                                  |                                                                                    |
| 28-3-2023                                                                          | Basseterre                                                                         | Saint Kitts e Nevis                                                                | 1 – 0                                                                              | Aruba                                                                              | CONCACAF Nations League 2022-2023 - 1º turno                                       | -                                                                                  |                                                                                    |
| 17-6-2023                                                                          | Fort Lauderdale                                                                    | Curaçao                                                                            | 1 – 1 (2 - 3 dtr)                                                                  | Saint Kitts e Nevis                                                                | Qual. Gold Cup 2023                                                                | -                                                                                  |                                                                                    |
| 21-6-2023                                                                          | Fort Lauderdale                                                                    | Saint Kitts e Nevis                                                                | 1 – 1 (5 - 3 dtr)                                                                  | Guyana francese                                                                    | Qual. Gold Cup 2023                                                                | -                                                                                  |                                                                                    |
| 24-6-2023                                                                          | Fort Lauderdale                                                                    | Trinidad e Tobago                                                                  | 3 – 0                                                                              | Saint Kitts e Nevis                                                                | Gold Cup 2023 - 1º turno                                                           | -                                                                                  |                                                                                    |
| 28-6-2023                                                                          | Saint Louis                                                                        | Saint Kitts e Nevis                                                                | 0 – 6                                                                              | Stati Uniti                                                                        | Gold Cup 2023 - 1º turno                                                           | -                                                                                  |                                                                                    |
| 2-7-2023                                                                           | Santa Clara                                                                        | Giamaica                                                                           | 5 – 0                                                                              | Saint Kitts e Nevis                                                                | Gold Cup 2023 - 1º turno                                                           | -                                                                                  |                                                                                    |
| Totale                                                                             |                                                                                    | Presenze                                                                           | 38                                                                                 |                                                                                    | Reti                                                                               | 6                                                                                  |                                                                                    |